# Thuật ngữ thiên văn học
Danh sách thuật ngữ thiên văn học này là một danh sách các định nghĩa của các thuật ngữ và khái niệm có liên quan đến thiên văn học và vũ trụ học, các phân ngành của chúng cũng như các lĩnh vực liên quan. Thiên văn học là khoa học nghiên cứu các thiên thể và các hiện tượng bắt nguồn từ bên ngoài khí quyển Trái Đất. Lĩnh vực thiên văn học tồn tại một lượng từ vựng và biệt ngữ lớn.

## A
| Thuật ngữ                                                                                    | Định nghĩa |
| -------------------------------------------------------------------------------------------- | --- |
| Aberration Chuyển ngữ: tinh sai (thiên văn học), quang sai (vật lý)                          | Sai lệch biểu kiến của vị trí thiên thể trên thiên cầu, do vận tốc có giới hạn của ánh sáng và vận tốc chuyển động của người quan sát gây nên. |
| Ablation Chuyển ngữ: xói mòn                                                                 | Cháy, nóng chảy ăn mòn thiên thạch. |
| Absolute magnitude (M) Chuyển ngữ: cấp sao tuyệt đối, độ sáng tuyệt đối                      | Độ sáng thật của thiên thể, được tính ở khoảng cách đúng bằng 10 parsec (khoảng 32,6 năm ánh sáng) cách người quan sát. |
| Absolute zero Chuyển ngữ: độ không tuyệt đối                                                 | Trạng thái nhiệt động học lý tưởng của vật chất, tại đó chuyển động của mọi nguyên tử và phân tử đều ngừng hẳn và không phát ra nhiệt lượng. Độ không tuyệt đối bằng khoảng -273,15°C hay bằng -459,67°F.                                                                  |
| Absorption Chuyển ngữ: hấp thụ                                                               | Trong hấp thụ ánh sáng. |
| Absorption line Chuyển ngữ: vạch hấp thụ, đường cong hấp thụ                                 | Trong quang phổ hấp thụ. |
| Absorption spectrum Chuyển ngữ: quang phổ hấp thụ                                            | |
| Accretion Chuyển ngữ: bồi tụ                                                                 | Quá trình hấp dẫn, qua đó một số thiên thể như các hành tinh, các ngôi sao được hình thành từ bụi và chất khí. |
| Accretion disk Chuyển ngữ: đĩa bồi tụ, đĩa bồi đắp                                           | Một cấu trúc (thường là đĩa vũ trụ tròn), được hình thành bởi vật chất, chuyển động theo quỹ đạo xung quanh một vật trung tâm có khối lượng lớn, bị phân tán thành đĩa. Vật trung tâm thường là một ngôi sao.                                                              |
| Achondrite Chuyển ngữ:                                                                       | Một loại thiên thạch có thành phần khác với thành phần của hành tinh. |
| Active galactic nucleus (AGN) Chuyển ngữ: nhân thiên hà hoạt động                            | Vùng nhân đặc của một thiên hà, do quá trình bồi tụi của hố đen siêu nặng tại nhân gây nên. |
| Adaptation Chuyển ngữ: quen sáng                                                             | Phản ứng dây thần kinh hình gậy trong quan sát thiên văn. |
| Afterglow Chuyển ngữ: ánh sáng muộn                                                          | Các bức xạ ở tần số thấp hơn (bao gồm tia X, cực tím, ánh sáng, hồng ngoại, vi ba, sóng vô tuyến) kèm theo các chớp gamma. |
| Albedo Chuyển ngữ: suất phản chiếu, suất phản xạ, suất phân chiếu                            | Khái niệm liên quan đến hiện tượng phản xạ khuếch tán hoặc công suất phản xạ của bề mặt. |
| Albedo feature Chuyển ngữ: địa hình albedo, suất phản chiếu đặc trưng                        | Một khu vực rộng lớn trên bề mặt của một hành tinh (hoặc thiên thể hệ Mặt Trời khác) cho thấy sự tương phản về độ sáng hoặc bóng tối (suất phản chiếu) với các khu vực lân cận.                                                                                            |
| Almucantar Chuyển ngữ: vĩ tuyến thiên văn                                                    | |
| Altitude Chuyển ngữ: Cao độ, độ cao                                                          | Góc tính theo độ so với đường chân trời. |
| Am star Chuyển ngữ: sao Am                                                                   | Một loại sao đặc biệt về mặt hóa học thuộc loại quang phổ A có phổ hấp thụ mạnh và thường biến đổi các kim loại như kẽm, stronti, zirconi và bari, và sự thiếu hụt của các loại khác, như calci và scandi.                                                                 |
| Angstrom (Å) Chuyển ngữ: Ångström                                                            | Một đơn vị đo độ dài. Nó đôi khi được dùng để thể hiện kích thước của nguyên tử, chiều dài của liên kết hóa học và bước sóng ánh sáng. 1 ångström (Å) = 10−10 mét =10-4 micrômét = 0,1 nanômét                                                                             |
| Antapex Chuyển ngữ: điểm hướng nghịch                                                        | Điểm cắt của vectơ vận tốc tức thời của một thiên thể, ở hướng ngược lại với hướng chuyển động với thiên cầu. |
| Antimatter Chuyển ngữ: phản vật chất                                                         | Hạt vật chất có điện tích ngược lại so với hạt gốc. Trong phản vật chất, proton có điện tích âm, còn electron có điện tích dương. |
| Antisolar point Chuyển ngữ: điểm đối nhật, điểm nghịch nhật                                  | Điểm trừu tượng trên thiên thể đối diện trực tiếp với Mặt Trời theo phối cảnh của người quan sát. |
| Apastron Chuyển ngữ: điểm viễn tinh                                                          | Điểm hai ngôi sao cách xa nhau nhất, như trong một hệ sao nhị phân. |
| Aperture Chuyển ngữ: độ mở                                                                   | Đại lượng biểu diễn độ chắn sáng dùng để điều chỉnh lượng ánh sáng truyền qua các dụng cụ quang học như máy ảnh hay kính viễn vọng. Con số lớn biểu thị cho độ mở nhỏ và con số nhỏ biểu thị cho độ mở lớn.                                                                |
| Apex Chuyển ngữ: điểm hướng, điểm apec                                                       | Điểm cắt của vectơ vận tốc tức thời của một thiên thể, ở hướng chuyển động với thiên cầu. |
| Aphelion Chuyển ngữ: điểm viễn nhật                                                          | Vị trí trên quỹ đạo mà một hành tinh xa Mặt Trời nhất. |
| Apoapsis Chuyển ngữ: viễn điểm quỹ đạo                                                       | Vị trí trên quỹ đạo xa một hành tinh nhất. |
| Apogee Chuyển ngữ: điểm viễn địa                                                             | Điểm trên quỹ đạo xa Trái Đất nhất. |
| Apparent magnitude (m) Chuyển ngữ: cấp sao biểu kiến, độ sáng biểu kiến                      | Một thang đo về độ sáng biểu kiến của vật thể tính theo lôgarít của mật độ photon phát ra bởi vật thể nhận được trong một đơn vị thời gian bởi máy thu. Vật thể càng sáng thì m càng có giá trị nhỏ.                                                                       |
| Appulse Chuyển ngữ:                                                                          | Cách tiếp cận gần nhất của một thiên thể này với một thiên thể khác, khi nhìn từ thiên thể thứ ba. |
| Apsis Chuyển ngữ: củng điểm quỹ đạo, cùng điểm quỹ đạo, cùng điểm                            | Một điểm trên quỹ đạo elip của một thiên thể, đang chuyển động dưới lực hấp dẫn quanh một thiên thể khác, có khoảng cách đến khối tâm của hệ hai thiên thể đạt cực trị. |
| Arc degree Chuyển ngữ:                                                                       | Một đơn vị đo góc trong đó có 360 độ trong một vòng tròn. |
| Arc minute (arcmin) Chuyển ngữ: phút góc, phút cung                                          | Một đơn vị đo góc trong đó 1 phút góc tương đương 1⁄60 độ và đồng thời 1 phút góc bằng 1⁄21600 vòng, tức là π⁄10800 radian. |
| Arc second (arcsec) Chuyển ngữ: giây góc, giây cung                                          | Một đơn vị đo góc trong đó 1 giây góc tương đương 1⁄60 phút góc, tức 1⁄3600 độ và đồng thời 1 giây góc bằng 1⁄1296000 vòng tròn, tức là π⁄648000 radian. |
| Argument of periapsis (ω) Chuyển ngữ: acgumen của cận điểm                                   | Một tham số quỹ đạo để xác định quỹ đạo của một thiên thể. |
| Artificial satellite Chuyển ngữ: vệ tinh nhân tạo                                            | Bất kỳ một vật thể nào do con người chế tạo nên quay quanh một vật thể khác. |
| Ascending node Chuyển ngữ: điểm nút lên                                                      | Một điểm trên quỹ đạo của thiên thể, tại đây thiên thể đi ngang qua mặt phẳng tham chiếu từ hướng Nam lên hướng Bắc. |
| Aspect Chuyển ngữ:                                                                           | Vị trí của một hành tinh hoặc Mặt Trăng so với Mặt Trời, khi nhìn từ Trái Đất. |
| Asterism Chuyển ngữ: khoảnh sao                                                              | Một vài hình phẳng tưởng tượng trên bầu trời với các sao sáng ở các đỉnh, mà ngày nay chúng không được coi là 1 trong 88 chòm sao chính thức. |
| Asteroid Chuyển ngữ: tiểu hành tinh                                                          | Các cách gọi khác trong tiếng Anh: minor planet; planetoid (hành tinh nhỏ) là những từ đồng nghĩa để chỉ một nhóm các thiên thể lớn hơn thiên thạch nhưng nhỏ hơn hành tinh trôi nổi trong hoặc ngoài hệ Mặt Trời.                                                         |
| Asteroid belt Chuyển ngữ: vành đai tiểu hành tinh                                            | Tập hợp các tiểu hành tinh tạo thành vành đai các tiểu hành tinh. Vành đai chính có hàng nghìn các tiểu hành tinh lớn hơn 1 km, và hàng triệu các vật thể bé như bụi. |
| Astrobiology Chuyển ngữ: sinh học vũ trụ, sinh học thiên văn, sinh vật học vũ trụ            | Lĩnh vực nghiên cứu về nguồn gốc, tiến hóa, phân bố và tương lai của sự sống trong vũ trụ: sự sống ngoài Trái Đất và sự sống trên Trái Đất. |
| Astrobleme Chuyển ngữ: vết thương của ngôi sao                                               | Cấu trúc địa chất nói chung hoặc cấu trúc hình tròn của đá nền hoặc trầm tích bị biến dạng tạo ra do tác động trên bề mặt hành tinh bất kể giai đoạn xói mòn của cấu trúc.                                                                                                 |
| Astrochemistry Chuyển ngữ: hóa học thiên thể, hoá học thiên văn                              | Môn khoa học nghiên cứu về sự phong phú và phản ứng của các phân tử trong vũ trụ và sự tác động qua lại của chúng bằng bức xạ. |
| Astrodynamics Chuyển ngữ: động lực học thiên thể, động lực vũ trụ                            | |
| Astrogeology Chuyển ngữ: địa chất học vũ trụ                                                 | Một nhánh của khoa học hành tinh liên quan đến địa chất học của các thiên thể như là các hành tinh và các Mặt Trăng của nó, hành tinh nhỏ, sao chổi và thiên thạch. |
| Astrognosy Chuyển ngữ:                                                                       | |
| Astrogony Chuyển ngữ:                                                                        | Hay astrogeny, chỉ quá trình bồi đắp hay tiến hóa sao. |
| Astrography Chuyển ngữ:                                                                      | |
| Astrologer Chuyển ngữ: nhà chiêm tinh                                                        | |
| Astrology Chuyển ngữ: chiêm tinh học, thuật chiêm tinh                                       | Hệ thống bói toán ngụy khoa học tiên đoán về vấn đề nhân loại và sự kiện trần thế bằng cách nghiên cứu chuyển động và vị trí tương đối của thiên thể. |
| Astrometeorology Chuyển ngữ: khí tượng học thiên thể                                         | |
| Astrometer Chuyển ngữ: thiên văn kế, cái đo sao                                              | |
| Astrometric binary Chuyển ngữ:                                                               | |
| Astrometry Chuyển ngữ: trắc lượng học thiên thể, thuật đo sao, trắc tinh học, tinh trắc học. | Nhánh của thiên văn học về sự đo lường chính xác vị trí và chuyển động của các sao và thiên thể. Trong tiếng Anh còn là positional astronomy. |
| Astronaut Chuyển ngữ: nhà du hành vũ trụ, phi hành gia                                       | Một người được huấn luyện qua chương trình không gian để chỉ huy, lái hoặc trở thành thành viên của một con tàu vũ trụ. |
| Astronautical Chuyển ngữ: du hành vũ trụ                                                     | Tính từ |
| Astronautics Chuyển ngữ: ngành du hành vũ trụ                                                | Lý thuyết và thực hành điều hướng ngoài khí quyển của Trái đất. |
| Astronomer Chuyển ngữ: nhà thiên văn học                                                     | Một nhà khoa học, chuyên nghiên cứu các thiên thể như các hành tinh, ngôi sao và thiên hà |
| Astronomical almanac Chuyển ngữ: niên lịch thiên văn, lịch thiên văn                         | |
| Astronomical body Chuyển ngữ: khối thể thiên văn học (tạm dịch)                              | |
| Astronomical catalogue Chuyển ngữ:                                                           | |
| Astronomical clock Chuyển ngữ:                                                               | |
| Astronomical coordinate systems Chuyển ngữ: hệ tọa độ thiên văn                              | Một hệ tọa độ mặt cầu dùng để xác định vị trí biểu kiến của thiên thể trên thiên cầu. |
| Astronomical day Chuyển ngữ: ngày thiên văn                                                  | |
| Astronomical distance Chuyển ngữ: khoảng cách thiên văn                                      | |
| Astronomical fraction Chuyển ngữ:                                                            | |
| Astronomical object Chuyển ngữ: thiên thể                                                    | Các thực thể, các tập hợp hay những cấu trúc đáng kể trong vũ trụ mà sự tồn tại của chúng được khoa học ngày nay chứng nhận. |
| Astronomical telescope Chuyển ngữ: kính thiên văn                                            | |
| Astronomical time Chuyển ngữ: giờ thiên văn, giờ mặt trời trung bình, thời gian thiên văn    | |
| Astronomical twilight Chuyển ngữ: chạng vạng thiên văn                                       | Buổi sáng bắt đầu (rạng đông thiên văn) khi tâm đĩa Mặt Trời hình học ở vị trí 18° dưới chân trời vào buổi sáng, và kết thúc khi tâm đĩa Mặt Trời hình học lên vị trí 12° dưới chân trời vào buổi sáng.                                                                    |
| Astronomical symbol Chuyển ngữ:                                                              | |
| Astronomical unit (AU) Chuyển ngữ: đơn vị thiên văn                                          | Một đơn vị đo chiều dài, xấp xỉ bằng khoảng cách từ Trái Đất đến Mặt Trời, bởi vì khoảng cách này thay đổi khi Trái Đất quay quanh Mặt Trời cho tới nay nó được định nghĩa chính xác bằng 149597870700 mét (khoảng 150 triệu kilômét, hay 93 triệu dặm).                   |
| Astronomical year Chuyển ngữ: năm thiên văn                                                  | |
| Astronomy Chuyển ngữ: thiên văn học                                                          | Khoa học nghiên cứu quy luật của các vì sao) là một ngành khoa học tự nhiên nghiên cứu những thiên thể (như các ngôi sao, hành tinh, sao chổi, tinh vân, quần tinh, thiên hà) và các hiện tượng có nguồn gốc bên ngoài vũ trụ (như bức xạ nền vũ trụ).                     |
| Astronomy satellite Chuyển ngữ: vệ tinh thiên văn học                                        | Một loại kính thiên văn được đặt trong không gian để quan sát các vật thể xa xôi như các hành tinh, các thiên hà và các vật thể ngoài không gian khác. Kính viễn vọng không gian tránh được sự cản trở các bước sóng cực tím, X, và Gamma do bầu khí quyển.                |
| Astronomy unit Chuyển ngữ: đơn vị thiên văn học                                              | Tương tự định nghĩa của đơn vị thiên văn |
| Astrophotography Chuyển ngữ: phép chụp ảnh thiên văn                                         | |
| Astrophotometer Chuyển ngữ:                                                                  | |
| Astrophotometry Chuyển ngữ:                                                                  | |
| Astrophysicist Chuyển ngữ: nhà vật lý thiên văn                                              | |
| Astrophysics Chuyển ngữ: vật lý thiên văn                                                    | Bao gồm hai nhánh: vật lý thiên văn thực hành và vật lý thiên văn lý thuyết |
| Astroscope Chuyển ngữ:                                                                       | |
| Astroscopy Chuyển ngữ:                                                                       | |
| Astrospectroscopy Chuyển ngữ: quang phổ học thiên văn                                        | |
| Astrosphere Chuyển ngữ: thể cầu dạng sao                                                     | |
| Astrotheology Chuyển ngữ:                                                                    | |
| Atmosphere Chuyển ngữ: khí quyển                                                             | Một lớp khí có thể bao bọc xung quanh một thiên thể có khối lượng đủ lớn và nó được giữ lại bởi trọng lực của thiên thể đó. Khí quyển của Trái Đất dày 192 km và có thành phần chủ yếu là nitơ, oxy, cacbonic và một số chất khí khác.                                     |
| Aurora Chuyển ngữ: cực quang                                                                 | Một hiện tượng quang học được đặc trưng bởi sự thể hiện đầy màu sắc của ánh sáng trên bầu trời về đêm, được sinh ra do sự tương tác của các hạt mang điện tích từ gió mặt trời với tầng khí quyển bên trên của hành tinh.                                                  |
| Aurora borealis Chuyển ngữ: cực quang Borealis                                               | Còn gọi là Bắc cực quang gây ra bởi sự tương tác giữa gió mặt trời, từ trường của Trái Đất và tầng trên của bầu khí quyển; một hiện tường tương tự cũng xảy ra ở bán cầu Nam có tên là cực quang Australis.                                                                |
| Aurora Australis Chuyển ngữ: cực quang Australis                                             | Còn gọi là Nam cực quang, đây là một hiện tượng phi thường trong tầng khí quyển, nó phát ra ánh sáng trên bầu trời bán cầu nam. Nó được tạo ra do các hạt mang điện từ Mặt Trời khi chúng tương tác với từ trường của Trái Đất. Tương tự Cực quang Borealis ở bán cầu Bắc. |
| Autumn meridian Chuyển ngữ:                                                                  | |
| Autumnal equinox Chuyển ngữ: điểm thu phân                                                   | Điểm trên thiên cầu nơi Mặt Trời đi qua đường xích đạo bầu trời từ Bắc xuống Nam. Thời điểm Mặt Trời ở điểm thu phân là ngày đầu tiên của mùa thu. Việc này xảy ra khoảng ngày 22 tháng 9 hàng năm.                                                                        |
| Average orbital Chuyển ngữ: quỹ đạo trung bình                                               | Tốc độ quanh Mặt Trời: Đây là một đơn vị đo lường vận tốc của một hành tinh di chuyển trong không gian, đơn vị kilômet trên giờ. |
| Axial Chuyển ngữ: trục                                                                       | Được biết như các cực, đây là một đường tưởng tượng đi qua tâm của quay của một vật. |
| Axial inclination Chuyển ngữ: độ nghiêng trục                                                | Góc của nghiêng của trục quay một hành tinh, đối với quỹ đạo của hành tinh đó. Trên Trái Đất, cũng như các hành tinh khác, độ nghiêng này là nguyên nhân của các mùa. |
| Axial precession Chuyển ngữ: tuế sai trục, tiến động trục                                    | |
| Axial tilt Chuyển ngữ: độ nghiêng trục quay                                                  | Góc giữa phương tự quay của thiên thể với phương trực tuyến Bắc của mặt phẳng quỹ đạo hay một mặt phẳng tham chiếu nào đó. |
| Axial of rotation Chuyển ngữ: trục quay                                                      | |
| Azimuth Chuyển ngữ: góc phương vị                                                            | Góc khoảng cách của một thiên thể quanh hoặc song song với đường chân trời từ điểm không ban đầu. |

| Mục lục: | Đầu • 0–9 • A B C D E F G H I J K L M N O P Q R S T U V W X Y Z |

## B
| Thuật ngữ                                                                        | Định nghĩa |
| -------------------------------------------------------------------------------- | --- |
| Ballistic Chuyển ngữ: đạn đạo học, (thuộc) đường đạn                             | |
| Bar Chuyển ngữ: Bar                                                              | Một đơn vị đo lường áp suất khí quyển. 1 bar = 0,987 atm 1 bar = 0,1 MPa |
| Barred galaxy Chuyển ngữ: thiên hà có thanh ngang                                | thuộc thiên hà |
| Barred irregular galaxy Chuyển ngữ: thiên hà không định hình có thanh ngang      | thuộc thiên hà |
| Barred lenticular galaxy Chuyển ngữ: thiên hà dạng thấu kính có thanh ngang      | thuộc thiên hà |
| Barred spiral galaxy Chuyển ngữ: thiên hà xoắn ốc có thanh chắn                  | Thiên hà xoắn ốc có các ngôi sao tụ hợp lại tại vùng trung tâm tạo thành một đường thẳng có dạng giống như thanh chắn. |
| Barycenter Chuyển ngữ: khối tâm hệ thiên thể, khối tâm (của hệ thiên thể)        | Khối tâm của hai hay nhiều thiên thể mà chúng quay xung quanh nhau và đó là điểm mà các thiên thể này quanh xung quanh. |
| Barycentric Coordinate Time Chuyển ngữ:                                          | |
| Barycentric coordinates (astronomy) Chuyển ngữ: tọa độ tỉ cự, tọa độ Barycentric | Một hệ tọa độ trong đó vị trí của một điểm trong một đa diện, được xác định là một trọng tâm hay tâm tỉ cự. |
| Barycentric Dynamical Time Chuyển ngữ:                                           | |
| Baryogenesis Chuyển ngữ:                                                         | |
| Basalt Chuyển ngữ: Bazan                                                         | Một thuật ngữ phổ biến chỉ đá thẫm màu, đỏ gồm các khoáng chất tương đối giàu sắt và magie. |
| Big Bang Chuyển ngữ: Vụ Nổ Lớn                                                   | Mô hình vũ trụ học nổi bật miêu tả giai đoạn sơ khai của sự hình thành vũ trụ. |
| Binary asteroid Chuyển ngữ: tiểu hành tinh đôi                                   | Phân nhóm của hành tinh đôi |
| Binary minor planet Chuyển ngữ: tiểu hành tinh đôi                               | Phân nhóm của hành tinh đôi |
| Binary planet Chuyển ngữ: hành tinh đôi                                          | Một hệ đôi trong đó cả hai vật thể đều có khối lượng hành tinh. |
| Binary star Chuyển ngữ: sao đôi                                                  | Một sao đôi được tạo thành từ một hệ thống gồm hai ngôi sao chuyển động trên quỹ đạo của khối tâm hai ngôi sao. |
| Binary system Chuyển ngữ: hệ đôi                                                 | |
| Binding energy Chuyển ngữ: năng lượng liên kết                                   | Khối lượng thiếu, hiệu số khối lượng nguyên tử và tổng khối lượng nucleon |
| Bioastronomy Chuyển ngữ: sinh học thiên văn                                      | Từ đồng nghĩa của astrobiology |
| Biosatellite Chuyển ngữ: vệ tinh nhân tạo sinh học                               | xem Sinh học ngoài Trái Đất |
| Black dwarf Chuyển ngữ: sao lùn đen                                              | Một loại sao đặc giả thiết, mà cụ thể là sao lùn trắng đã nguội đến mức không còn phát ra đáng kể bức xạ nhiệt hoặc ánh sáng. |
| Black hole Chuyển ngữ: lỗ đen, hố đen                                            | Một vùng không-thời gian nơi trường hấp dẫn mạnh đến mức không có gì—không hạt vật chất hay cả bức xạ điện từ như ánh sáng— có thể thoát khỏi nó. |
| Blazar Chuyển ngữ:                                                               | |
| Blueshift Chuyển ngữ: dịch chuyển xanh                                           | Một sự dịch chuyển trên đường quang phổ của một thiên thể về phía màu xanh. Dịch chuyển xanh biểu thị thiên thể đó đang dịch chuyển về phía người quan sát. Dịch chuyển về phía tím càng lớn thì thiên thể đó di chuyển càng nhanh.                           |
| Bolide Chuyển ngữ: cầu lửa, sao bằng                                             | Một loại sao băng rất sáng, nó là một trong những ngôi sao băng phát nổ trong khí quyển. |
| Brown dwarf Chuyển ngữ: sao lùn nâu                                              | Các thiên thể dưới sao, có khối lượng dưới mức đủ để duy trì các phản ứng tổng hợp hạt nhân đốt cháy hydro trong lõi, như các ngôi sao thuộc dãy chính, nhưng có bề mặt và phần bên trong hoàn toàn đối lưu, và không có sự khác biệt hóa học theo chiều sâu. |
| Bulge Chuyển ngữ:                                                                | |

| Mục lục: | Đầu • 0–9 • A B C D E F G H I J K L M N O P Q R S T U V W X Y Z |

## C
| Thuật ngữ | Định nghĩa |
| --- | --- |
| Caldera Chuyển ngữ: hõm chảo | Vùng trũng giống hình một chiếc chảo lớn, tạo ra do sự phun trào của bể chứa magma. Một hõm chảo có thể trông giống như một miệng núi lửa ngoại trừ việc hõm chảo được tạo ra bằng cách nổ ra bên ngoài chứ không phải bằng cách sụt lún vào bên trong.                              |
| Carbonaceous chondrite Chuyển ngữ: | Một loại đá (xem chondrite) cổ chứa bằng chứng về quá trình hình thành của các tinh vân. |
| Celestial coordinate system Chuyển ngữ: hệ tọa độ thiên cầu | Xem Astronomical coordinate systems. |
| Celestial equator Chuyển ngữ: xích đạo thiên cầu, xích đạo trời                                                                                                  | Một đường tròn lớn trên một thiên cầu tưởng tượng, cùng mặt phẳng của xích đạo Trái Đất. Nói một cách khác, nó là sự phóng chiếu của xích đạo Trái Đất ra không gian. |
| Celestial horizon Chuyển ngữ: chân trời thiên cầu, chân trời thiên văn, chân trời thực                                                                           | Xem Horizontal coordinate system. |
| Celestial mechanics Chuyển ngữ: cơ học thiên thể | Một nhánh của thiên văn học giải quyết các vấn đề chuyển động và hiệu ứng hấp dẫn của các thiên thể. Lĩnh vực này vận dụng các nguyên lý của vật lý học, cơ học cổ điển vào nghiên cứu các thiên thể như các sao và các hành tinh.                                                   |
| Celestial meridian Chuyển ngữ: kinh tuyến thiên thể | Xem Meridian. |
| Celestial meridiator Chuyển ngữ: | |
| Celestial pole Chuyển ngữ: thiên cực, cực trái đất, cực bầu trời                                                                                                 | Bao gồm thiên cực Bắc và thiên cực Nam, là 2 vị trí tưởng tượng trên bầu trời là giao điểm của trục quay Trái Đất (nếu kéo dài mãi mãi) với thiên cầu. |
| Celestial sphere Chuyển ngữ: thiên cầu | Một hình cầu tự quay tưởng tượng với bán kính rất lớn, đồng tâm với Trái Đất. |
| Centaur Chuyển ngữ: centaur | Lớp quỹ đạo không ổn định của các hành tinh nhỏ (minor planet) với những đặc điểm của cả tiểu hành tinh (asteroid) và sao chổi. |
| Centimetre–gram–second system of units (CGS) Chuyển ngữ: | Hệ đơn vị của vật lý học dựa trên centimet như là đơn vị của chiều dài, gam là đơn vị khối lượng, và giây là đơn vị thời gian. |
| Central massive object (CMO) Chuyển ngữ: thiên thể lớn trung tâm (tạm dịch)                                                                                      | |
| Cepheid Chuyển ngữ: Cepheid, sao Cepheid, sao biến quang Cepheid                                                                                                 | Một loại sao có sự phát xạ xung quay, đa dạng trong cả kích thước và nhiệt độ, và tạo ra sự thay đổi trong độ sáng với một chu kì và cường độ ổn định đã được xác định rõ ràng. |
| Chemical galaxy Chuyển ngữ: thiên hà nguyên tố | Cách bố trí mới của bảng tuần hoàn bày ra các nguyên tố hóa học thành hình thiên hà, do Philip Stewart vẽ vào tháng 11 năm 2004. |
| Chondrite Chuyển ngữ: chondrit | Loại vẫn thạch đá (phi kim loại) chưa bị biến đổi do sự tan chảy hoặc biến thái của vật thể mẹ, chứa vật chất cứng và các thành phần khác cấu thành tinh vân mặt trời. |
| Chondrule Chuyển ngữ: | Một khối cầu nhỏ có cấu trúc vô định hình tìm thấy phổ biến trong các vẫn thạch. |
| Chromosphere Chuyển ngữ: quyển sắc (hay sắc quyển), sắc cầu | Một lớp của bầu khí quyển mặt trời nằm trên quyển sáng và bên dưới vùng chuyển tiếp và nhật hoa. Quyển sắc nóng hơn quyển sáng nhưng không nóng bằng nhật hoa. |
| Chromospheric activity index Chuyển ngữ: | |
| Circumpolar constellation Chuyển ngữ: chòm sao quanh cực | Một chòm sao (nhóm các ngôi sao) không bao giờ lặn dưới đường chân trời, khi nhìn từ một vị trí trên Trái Đất. |
| Circumpolar star Chuyển ngữ: sao quanh cực, sao trên đường chân trời                                                                                             | Một ngôi sao không bao giờ lặn và luôn nằm phía trên đường chân trời. Điều này phụ thuộc vào vị trí của người quan sát. Càng đi ra sa hướng Bắc càng có ít ngôi sao trên đường chân trời. Sao Bắc Cực, Sao Phương Nam, là những ngôi sao trên đường chân trời ở hầu hết bán cầu Bắc. |
| Circumstellar disc Còn được gọi là circumstellar disk. Chuyển ngữ: đĩa vòng quanh sao, đĩa vũ trụ tròn                                                           | Một lượng vật chất bao gồm khí, bụi, vi thể hành tinh, tiểu hành tinh hay những mảnh vụn xoay quanh một ngôi sao, gom lại thành vòng xuyến hay thành hình cái đĩa. |
| cis-Neptunian object (CNO) Chuyển ngữ: | |
| Civil time Chuyển ngữ: khoảng thời gian chính thức | |
| Clearing the neighbourhood Chuyển ngữ: dọn sạch miền lân cận | Một tiêu chuẩn để một thiên thể được xem là một hành tinh trong hệ Mặt Trời. Đây là một trong số ba tiêu chuẩn mà Hiệp hội Thiên văn học Quốc tế áp dụng vào năm 2006 để định nghĩa về hành tinh.                                                                                    |
| Color index Chuyển ngữ: chỉ mục màu, chỉ số màu | Một biểu thức số đơn giản cho phép xác định màu sắc của một thiên thể, mà đối với các sao thì sẽ suy ra được nhiệt độ của chúng. |
| Color magnitude diagram Chuyển ngữ: biểu đồ cấp độ màu | |
| Colure Chuyển ngữ: đường phân chi | Một trong hai kinh tuyến chính của thiên cầu. |
| Coma Chuyển ngữ: đầu sao chổi | Một vỏ bọc mờ bao quanh nhân sao chổi. |
| Comet Chuyển ngữ: sao chổi | Một thiên thể gần giống một tiểu hành tinh nhưng không cấu tạo nhiều từ đất đá, mà chủ yếu là băng. |
| Commensurability Chuyển ngữ: | Tính chất của hai thiên thể quay quanh cùng một vật mà chu kỳ quỹ đạo của chúng tỉ lệ hợp lý. Ví dụ, chu kỳ quỹ đạo của Sao Thổ quanh Mặt Trời gần bằng 5/2 chu kỳ quỹ đạo của Sao Mộc.                                                                                              |
| Common proper motion Chuyển ngữ: | |
| Compact star Còn được gọi là compact object. Chuyển ngữ: sao đặc, vật thể đặc                                                                                    | Bất kỳ vật thể thiên văn nào có khối lượng rất lớn so với bán kính của nó. Thuật ngữ này thường đề cập đến các vật thể có khối lượng rất lớn như sao lùn trắng, sao neutron và lỗ đen, hoặc tàn tích sao có bán kính rất nhỏ.                                                        |
| Compact stellar nucleus Chuyển ngữ: | Xem Nuclear star cluster |
| Conjunction Chuyển ngữ: giao hội | Sự kiện xảy ra khi hai hoặc nhiều thiên thể xuất hiện gần nhau trên bầu trời, mà thông thường quan sát từ Trái Đất. |
| Constellation Chuyển ngữ: chòm sao | Một nhóm các ngôi sao được nối thành hình ảnh tưởng tượng trên bầu trời. Có 88 chòm sao. |
| Continuous spectrum Chuyển ngữ: quang phổ liên tục | |
| Convection Chuyển ngữ: đối lưu | |
| Convection zone Chuyển ngữ: vùng đối lưu | Một lớp không ổn định trên một ngôi sao mà ở đó sự đối lưu là cơ chế chính để năng lượng được giải phóng ra bên ngoài. Trong Mặt Trời, vùng đối lưu chỉ nằm bên dưới quyển sáng và chiếm khoảng 70% bán kính mặt trời.                                                               |
| Coordinate time Chuyển ngữ: thời gian tọa độ | |
| Coordinated Universal Time Chuyển ngữ: Giờ Phối hợp Quốc tế | Một chuẩn quốc tế về ngày giờ thực hiện bằng phương pháp nguyên tử. |
| Corona Chuyển ngữ: vành nhật hoa, nhật miện, nhật hoa, vòng nhật hoa, quầng nhật hoa                                                                             | Lớp ngoài cùng của bầu khí quyển Mặt Trời. Vùng này gồm lớp khí loãng có mật độ thấp và một nhiệt độ cao hơn một ngàn độ Kelvin. Nó có thể được nhìnt thấy bằng mắt thường khi nhật thực.                                                                                            |
| Coronal loop Chuyển ngữ: | |
| Coronal mass ejection (CME) Chuyển ngữ: phun trào khối lượng nhật hoa (tạm dịch)                                                                                 | Một sự giải phóng đáng kể của plasma đi kèm từ trường từ vành nhật hoa của Mặt Trời. Nó thường đi cùng với sự bừng sáng và phun trào của Mặt Trời. |
| Cosmic distance ladder Chuyển ngữ: | |
| Cosmic dust Còn được gọi là space dust. Chuyển ngữ: bụi vũ trụ, bụi không gian                                                                                   | Các hạt vật chất cỡ nhỏ phân tán trong khoảng không giữa các thiên thể. |
| Cosmic microwave background (CMB) Còn được gọi là cosmic microwave background radiation (CMBR). Chuyển ngữ: bức xạ phông vi sóng vũ trụ, bức xạ nền vi ba vũ trụ | Bức xạ điện từ được sinh ra từ thời kỳ sơ khai của vũ trụ (khoảng 380.000 năm sau Vụ Nổ Lớn). |
| Cosmic ray Còn được gọi là cosmic radiation. Chuyển ngữ: tia vũ trụ, bức xạ vũ trụ                                                                               | Hạt nhân nguyên tử (hầu hết là proton) được quan sát thấy chúng va chạm vào bầu khí quyển Trái Đất với năng lượng cực lớn. |
| Cosmic string Chuyển ngữ: dây vũ trụ | Năng lượng có hình ống được tin rằng có tồn tại trong buổi sơ khai của vũ trụ. Một dây vũ trụ có thể mỏng hơn một tỷ tỷ inch nhưng chiều dài của nó có thể kéo từ đầu này tới đầu kia của vũ trụ có thể quan sát được ở hiện tại.                                                    |
| Cosmism Chuyển ngữ: vũ trụ luận | |
| Cosmogony Chuyển ngữ: nguồn gốc vũ trụ học, thuyết nguồn gốc vũ trụ, vũ trụ nguyên học, tinh nguyên học                                                          | Bất kỳ mô hình nào liên quan đến nguồn gốc của hệ vũ trụ hoặc vũ trụ. |
| Cosmology Chuyển ngữ: vũ trụ học | Ngành khoa học nghiên cứu tổng thể về vũ trụ, bao gồm các nghiên cứu về sự hình thành, tiến hóa và tương lai của vũ trụ. |
| Crater Chuyển ngữ: hố va chạm, hố thiên thạch, núi miệng phễu | Một vùng trũng hình tròn hoặc gần tròn trên bề mặt của một hành tinh, vệ tinh tự nhiên hay các thiên thể khác trong Hệ Mặt Trời được hình thành từ sự va chạm với vận tốc cực cao của các thiên thể nhỏ vào bề mặt của các thiên thể lớn hơn.                                        |
| Critical rotation Còn được gọi là break-up velocity. Chuyển ngữ:                                                                                                 | Xem Break-up velocity |
| Critical velocity Còn được gọi là break-up velocity. Chuyển ngữ: vận tốc tới hạn                                                                                 | Xem Break-up velocity |
| Culmination Còn được gọi là meridian transit. Chuyển ngữ: đỉnh điểm, điểm cao nhất, cực điểm, quá cảnh kinh tuyến                                                | Thời điểm mà một thiên thể (Mặt Trời, Mặt Trăng, một hành tinh, ngôi sao, chòm sao hay thiên thể xa) đi qua kinh tuyến thiên thể của người quan sát. |

| Mục lục: | Đầu • 0–9 • A B C D E F G H I J K L M N O P Q R S T U V W X Y Z |

## D
| Thuật ngữ | Định nghĩa |
| --- | --- |
| Dark matter Chuyển ngữ: vật chất tối                                                                         | Một thuật ngữ dùng để chỉ một loại vật chất giả thuyết trong vũ trụ không nhìn thấy được, nhưng có thể phát hiện ra chúng bởi tác động hấp dẫn của chúng lên các vật thể khác. |
| Daylight saving time Chuyển ngữ: quy ước giờ mùa hè, giờ tiết kiệm ánh sáng ban ngày, giờ tiết kiệm ánh nắng | Quy ước chỉnh đồng hồ tăng thêm một khoảng thời gian (thường là 1 giờ) so với giờ tiêu chuẩn, tại một số địa phương của một số quốc gia, trong một giai đoạn (thường là vào mùa hè) trong năm. |
| Debris disk Chuyển ngữ: đĩa sao                                                                              | Một đĩa vũ trụ tròn gồm bụi và mảnh vụn trong quỹ đạo xung quanh một ngôi sao. |
| Deceleration Chuyển ngữ: giảm tốc                                                                            | Một đại lượng vật lý đặc trưng cho sự thay đổi vận tốc theo thời gian. Chuyển động giảm tốc khi vectơ gia tốc ngược chiều với chiều chuyển động. |
| Declination Chuyển ngữ: xích vĩ, xích vĩ độ, độ lệch, độ thiên                                               | Một thuật ngữ chỉ một trong hai tọa độ của một điểm trên thiên cầu khi sử dụng hệ tọa độ xích đạo. |
| Decretion disk Chuyển ngữ:                                                                                   | |
| Deep-sky object (DSO) Chuyển ngữ: thiên thể bầu trời sâu, thiên thể xa                                       | Một thuật ngữ của mảng thiên văn học không chuyên, nói tới thiên thể mờ không phải là một ngôi sao riêng biệt, hoặc thuộc Hệ Mặt Trời. |
| Degenerate star Chuyển ngữ: sao suy biến                                                                     | Một ngôi sao được cấu tạo bởi vật chất suy biến, ví dụ như sao lùn trắng hoặc sao neutron. |
| Density Chuyển ngữ: khối lượng riêng                                                                         | Một đặc tính về mật độ khối lượng trên một đơn vị thể tích của vật chất đó. |
| Descending node Còn được gọi là south node. Chuyển ngữ: điểm nút xuống, điểm nút lùi, điểm nút phía Nam      | Một điểm trên quỹ đạo của thiên thể, tại đây thiên thể đi ngang qua mặt phẳng tham chiếu từ hướng Bắc xuống hướng Nam. |
| Detached object Còn được gọi là distant detached object và extended scattered disc object.Chuyển ngữ:        | |
| Differential galatic rotation Chuyển ngữ:                                                                    | |
| Differentiated Chuyển ngữ: phân tách (tạm dịch)                                                              | Một vật bị nấu chảy (một phần) sẽ bị chia thành hai hay nhiều phần có cấu trúc không đồng dạng. Trong trường hợp Trái Đất, kim loại sắt-niken được phân tách từ hợp chất silicat để tạo ra nhân của hành tinh. |
| Diffraction grating Chuyển ngữ: lưới nhiễu xạ, cách tử nhiễu xạ                                              | Một thành phần quang học có cấu trúc tuần hoàn làm nhiễu xạ ánh sáng thành nhiều chùm tia truyền theo các hướng khác nhau. |
| Direct motion Chuyển ngữ: chuyển động thuận, chuyển động thẳng                                               | Một thuật ngữ dùng để chỉ chuyển động quay quanh trục hoặc quỹ đạo của một thiên thể có chiều quay cùng chiều với chiều tự quay của thiên thể trung tâm của nó. |
| Disk Chuyển ngữ: đĩa                                                                                         | |
| Diurnal motion Chuyển ngữ: nhật động, chuyển động hàng ngày                                                  | Một thuật ngữ đề cập đến sự chuyển động biểu kiến trong suốt một ngày đêm của các thiên thể trên bầu trời (thiên cầu) quanh Trái Đất, hay nói chính xác hơn, quanh trục vũ trụ (gồm thiên cực Bắc và Nam). |
| Doppler Effect Chuyển ngữ: hiệu ứng Doppler                                                                  | Một hiệu ứng vật lý mà sự thay đổi của tần số và bước sóng âm thanh hay ánh sáng phát ra bởi một vật thể phụ thuộc vào vị trí người quan sát. Một vật thể đi lại gần người quan sát sẽ có bước sóng ngắn hơn (xanh) khi một vật đi ra xa sẽ có bước sóng dài hơn (đỏ). Hiệu ứng Doppler có thể được dùng để ước lượng tốc độ và vị trí của một vật thể. |
| Double star Còn được gọi là visual double. Chuyển ngữ: sao đôi quang học                                     | Đừng nhầm lẫn với Sao đôi Một thuật ngữ chỉ khi hai ngôi sao hay hai thiên thể có vẻ nằm gần nhau khi được quan sát từ Trái Đất. |
| Dust grains Chuyển ngữ: bụi vũ trụ                                                                           | Xem Cosmic dust. |
| DUT1 Chuyển ngữ: DUT1                                                                                        | |
| Dwarf galaxy Chuyển ngữ: thiên hà lùn                                                                        | Một thiên hà nhỏ bao gồm vài tỷ ngôi sao, một số lượng nhỏ so với 200-400 tỉ sao của dải Ngân Hà. |
| Dwarf planet Chuyển ngữ: hành tinh lùn                                                                       | Một thiên thể có khối lượng hành tinh nhỏ nằm trong quỹ đạo thuận hành của Mặt Trời, nhỏ hơn bất kỳ hành tinh nào trong số tám hành tinh cổ điển. |
| Dwarf star Chuyển ngữ: sao lùn                                                                               | Một ngôi sao có kích thước tương đối nhỏ và độ sáng thấp. |
| Dynamical time scale Chuyển ngữ:                                                                             | |

| Mục lục: | Đầu • 0–9 • A B C D E F G H I J K L M N O P Q R S T U V W X Y Z |

## E
| Tiếng Anh                    | Tiếng Việt                                  | Ngôn ngữ khác/ Ghi chú                                                                                    |
| ---------------------------- | ------------------------------------------- | --- |
| ephemeris time               |                                             | |
| epoch (astronomy)            |                                             | |
| equator                      | xích đạo                                    | |
| equatorial coordinate system | hệ tọa độ xích đạo                          | |
| eccentric, eccentricity      | độ lệch tâm                                 | |
| eclipse                      | nhật thực, nguyệt thực...                   | eclipse được dùng để chỉ khi một thiên thể đi ngang và che khuất, một phần hay tất cả, một thiên thể khác |
| eclipsing binary star        | sao đôi che nhau                            | |
| ecliptic                     | đường hoàng đạo / mặt phẳng hoàng đạo       | |
| ecliptic coordinate system   | hệ tọa độ mặt phẳng hoàng đạo               | |
| ecliptic latitude            | vĩ tuyến hoàng đạo                          | |
| ecliptic longitude           | kinh tuyến hoàng đạo                        | |
| elementary particle          | hạt cơ bản                                  | |
| elliptical galaxy            | thiên hà elip                               | thuộc thiên hà                                                                                            |
| elongation                   | ly độ / ly giác                             | |
| emission line                | vạch phát xạ                                | trong quang phổ phát xạ                                                                                   |
| emission spectrum            | quang phổ phát xạ                           | |
| ephemeris                    | lịch định vị                                | ví dụ trong chuyển động thiên thể                                                                         |
| epicycle                     |                                             | |
| equinox                      | điểm phân, phân điểm                        | |
| evection                     |                                             | Xuất sai, kì sai, tác động nhiễu quỹ đạo Mặt Trăng từ Mặt Trời                                            |
| evolution of the galaxy      | sự tiến hóa của thiên hà                    | thuộc thiên hà                                                                                            |
| exobiology                   | sinh học ngoài Trái Đất, sinh học thiên văn | từ đồng nghĩa astrobiology                                                                                |
| extragalactic                |                                             | |

| Mục lục: | Đầu • 0–9 • A B C D E F G H I J K L M N O P Q R S T U V W X Y Z |

## F
| Tiếng Anh         | Tiếng Việt  | Ngôn ngữ khác/ Ghi chú |
| ----------------- | ----------- | ---------------------- |
| facula            | minh điều   | xem thêm Mặt Trời      |
| faint blue galaxy |             | thuộc thiên hà         |
| field galaxy      |             | thuộc thiên hà         |
| fluorescence      | huỳnh quang |                        |
| focal length      | tiêu cự     |                        |

| Mục lục: | Đầu • 0–9 • A B C D E F G H I J K L M N O P Q R S T U V W X Y Z |

## G
| Tiếng Anh                     | Tiếng Việt                       | Ngôn ngữ khác/ Ghi chú |
| ----------------------------- | -------------------------------- | --- |
| giant star                    | sao khổng lồ                     | phân nhóm sao |
| gamma ray astronomy           | thiên văn gama                   | |
| gamma ray bust                | chớp gama                        | |
| galaxy                        | thiên hà                         | |
| galaxy cloud                  | mây thiên hà                     | Là tập hợp các đám thiên hà, tiếng Anh galaxy cluster hay các cấu trúc thành phần của các siêu đám thiên hà                                |
| galaxy cluster                | đám thiên hà                     | Cách dịch khác chưa thống nhất: đảo thiên hà, cụm thiên hà lớn hơn nhóm thiên hà, xem thêm siêu đám thiên hà, supercluster                 |
| Galaxy group                  | nhóm thiên hà                    | Là liên kết của ít hơn 50 thiên hà, nhỏ hơn kết cấu đám thiên hà.                                                                          |
| Galaxy groups and clusters    | quần tụ thiên hà                 | |
| galaxy filament               | dây (thiên văn học)              | Là thuật ngữ dùng trong vũ trụ học, tiếng Anh cosmology, là biên giới phân chia các khoảng trống (thiên văn học), tiếng Anh void           |
| galaxy supercluster           | siêu đám thiên hà                | Cách dịch khác chưa thống nhất: siêu thiên hà, siêu cụm thiên hà là liên kết lớn bao gồm các quần tụ thiên hà, galaxy groups and clusters, |
| galaxy subcluster             | đám nhỏ thiên hà                 | Thuật ngữ này có mặt trong các bài viết trong lĩnh vực thiên văn học thiên hà, chỉ các cấu trúc thành phần của các đám thiên hà            |
| geocentric                    | địa tâm                          | |
| geodesic                      | đường trắc địa, đường đoản trình | |
| geomagnetic storm             | bão địa từ (bão từ)              | |
| geometric albedo              | hệ số phản xạ hình học           | |
| gravitational lens            | thấu kính hấp dẫn                | |
| gravitational wave            | sóng hấp dẫn                     | |
| group of galaxies             | nhóm thiên hà                    | nhóm thiên hà nhỏ hơn đám thiên hà, xem thêm đám nhỏ thiên hà, siêu đám thiên hà                                                           |
| gravitationally lensed galaxy | xem thấu kính hấp dẫn            | thuộc thiên hà |
| gravity-assisted trajectory   |                                  | |
| gyroscope                     | con quay hồi chuyển              | |

| Mục lục: | Đầu • 0–9 • A B C D E F G H I J K L M N O P Q R S T U V W X Y Z |

## H
| Tiếng Anh                    | Tiếng Việt                  | Ngôn ngữ khác/ Ghi chú                                                                                      |
| ---------------------------- | --------------------------- | --- |
| hadron                       | hạt hadron                  | |
| heliocentric                 | nhật tâm                    | |
| heliacal rising              |                             | Mọc gần Mặt Trời là các thời điểm khi một số thiên thể xuất hiện lần đầu tiên trong năm vào lúc bình minh.  |
| heliacal setting             |                             | Lặn gần Mặt Trời là các thời điểm khi một số thiên thể nhìn thấy lần cuối cùng trong năm vào lúc hoàng hôn. |
| heliacal year                |                             | Năm Gần Mặt Trời là khoảng thời gian giữa hai lần mọc gần Mặt Trời của một thiên thể.                       |
| helium flash                 | bùng sáng heli              | Xem Tiến hóa sao#Giai đoạn sao khổng lồ đỏ                                                                  |
| Hertzsprung-Russell diagram  | biểu đồ Hertzsprung-Russell | |
| horizon                      | chân trời                   | |
| horizontal coordinate system | hệ tọa độ chân trời         | |
| horizontal plane             | chân trời                   | |
| hour angle                   | góc giờ                     | |
| human timescales             |                             | |
| hydrostatic equilibrium      | cân bằng thủy tĩnh          | |
| hypergiant                   | sao cực siêu khổng lồ       | |
| hypernova                    | cực siêu tân tinh           | sao cực siêu mới                                                                                            |

| Mục lục: | Đầu • 0–9 • A B C D E F G H I J K L M N O P Q R S T U V W X Y Z |

## I
| Tiếng Anh                 | Tiếng Việt                | Ngôn ngữ khác/ Ghi chú |
| ------------------------- | ------------------------- | --- |
| ice age                   | kỷ Băng hà                | |
| ideal                     | lý tưởng                  | |
| illuminance               | độ rọi                    | có đơn vị là lux, lx, phiên bản tiếng Anh Illuminance |
| inclination (of an orbit) | độ nghiêng (của quỹ đạo)  | |
| inferior planet           | hành tinh bên trong       | |
| infrared astronomy        | thiên văn hồng ngoại      | |
| infrared cirrus           |                           | các đám bụi giữa các sao phát ra tia hồng ngoại, trông giống như mây ti trong ảnh chụp                                                                                             |
| interacting galaxy        | thiên hà va chạm          | hay thiên hà tương tác, thuật ngữ khác trong tiếng Anh Colliding galaxies, là thiên hà hình thành do liên kết hấp dẫn các thiên hà thành phần.                                     |
| interferometer            | giao thoa kế              | |
| interior conjunction      | ?                         | |
| interplanetary medium     | vật chất liên hành tinh   | còn gọi là vật chất giữa các hành tinh bao gồm các thiên thể nhỏ (tiểu hành tinh, sao chổi, thiên thạch), các hạt nhỏ, bụi, khí, plasma trong không gian giữa sao và các hành tinh |
| interplanetary space      | không gian liên hành tinh | còn gọi là không gian giữa các hành tinh |
| interstellar cloud        | đám mây liên sao          | còn gọi là đám mây giữa các sao |
| interstellar line         | vạch phổ liên sao         | |
| ion tail (of a comet)     | đuôi ion (của sao chổi)   | |
| ionosphere                | tầng điện ly              | vùng khí quyển mà các nguyên tử đã bị ion hóa |
| irregular galaxy          | thiên hà không đều        | còn gọi là thiên hà không định hình |
| isotope                   | đồng vị                   | |
| isotropic                 | đẳng hướng                | |

| Mục lục: | Đầu • 0–9 • A B C D E F G H I J K L M N O P Q R S T U V W X Y Z |

## J
| Tiếng Anh     | Tiếng Việt             | Ngôn ngữ khác/ Ghi chú |
| ------------- | ---------------------- | --- |
| justation     |                        | hoàn chỉnh liên kết vị trí các phần máy móc đo đạc                                                                                  |
| jovian planet | hành tinh dạng Sao Mộc | nhóm hành tinh Sao Mộc, Sao Thổ, Sao Thiên Vương, Sao Hải Vương; hành tinh vòng ngoài có định nghĩa khác với hành tinh dạng Sao Mộc |

| Mục lục: | Đầu • 0–9 • A B C D E F G H I J K L M N O P Q R S T U V W X Y Z |

## K
| Tiếng Anh  | Tiếng Việt  | Ngôn ngữ khác/ Ghi chú                                             |
| ---------- | ----------- | ------------------------------------------------------------------ |
| kiloparsec | kpc         |                                                                    |
| K/T even   | sự kiện K/T | Sự kiện xảy ra ở Trái Đất 65 triệu năm trước, gây tuyệt chủng lớn. |

| Mục lục: | Đầu • 0–9 • A B C D E F G H I J K L M N O P Q R S T U V W X Y Z |

## L
| Tiếng Anh                     | Tiếng Việt                  | Ngôn ngữ khác/ Ghi chú                |
| ----------------------------- | --------------------------- | ------------------------------------- |
| latitude                      | vĩ độ                       |                                       |
| leap year                     | năm nhuận                   |                                       |
| lenticular galaxy             | thiên hà dạng thấu kính     | thuộc thiên hà                        |
| light year                    | năm ánh sáng                |                                       |
| limb                          | rìa                         | vành đai của thiên thể                |
| limb darkening                | sự tối ở rìa                | sự tối dần từ tâm ra vành đai của sao |
| line broadening               |                             | sự mở rộng vạch phổ                   |
| lithosphere                   | thạch quyển                 |                                       |
| longitude                     | kinh độ                     |                                       |
| low surface brightness galaxy |                             | thuộc thiên hà                        |
| LSB galaxy                    |                             | thuộc thiên hà                        |
| luminosity                    | độ trưng, độ sáng tuyệt đối |                                       |
| luminous infrared galaxy      | thiên hà hồng ngoại sáng    | thuộc thiên hà                        |
| luminous flux                 | quang thông                 |                                       |
| luminous intensity            | độ chói                     | có đơn vị cd.m−2 trong hệ đơn vị SI   |
| lunar eclipse                 | nguyệt thực                 |                                       |
| lux                           | lux                         | đơn vị của độ rọi trong hệ đơn vị SI  |

| Mục lục: | Đầu • 0–9 • A B C D E F G H I J K L M N O P Q R S T U V W X Y Z |

## M
| Tiếng Anh            | Tiếng Việt                    | Ngôn ngữ khác/ Ghi chú                                                         |
| -------------------- | ----------------------------- | ------------------------------------------------------------------------------ |
| magma                | macma                         | còn gọi là nham thạch                                                          |
| magnetic pole        | cực từ                        |                                                                                |
| magnetic storm       | bão từ                        |                                                                                |
| magnetosphere        | từ quyển                      |                                                                                |
| magnification        | độ phóng đại                  | (của kính viễn vọng)                                                           |
| magnitude            | cấp sao                       |                                                                                |
| major axis           | trục lớn                      |                                                                                |
| major planet         | hành tinh                     | tất cả các hành tinh không được xếp vào loại tiểu hành tinh (minor planet)     |
| mantle               |                               |                                                                                |
| mare                 | biển                          | gốc Latinh, biển (trên các thiên thể ngoài Trái Đất như Mặt Trăng, Sao Hỏa...) |
| mean solar day       | Ngày Mặt Trời trung bình      |                                                                                |
| mean solar time      | Thời gian Mặt Trời trung bình |                                                                                |
| meridian             | kinh tuyến                    | dùng trong địa lý và các hệ tọa độ thiên văn học                               |
| meteor               | sao băng                      |                                                                                |
| meteor shower        | mưa sao băng                  | va chạm của Trái Đất với các dòng thiên thạch                                  |
| meteorite            | vẫn thạch                     | phần còn lại của thiên thạch sau khi rơi đến smặt đất                          |
| meteoritics          | vẫn thạch học                 | môn học                                                                        |
| meteoroid            | thiên thạch                   |                                                                                |
| micrometeorite       | vẫn thạch hiển vi             |                                                                                |
| microwave            | vi ba                         |                                                                                |
| Milky Way            | Ngân Hà                       |                                                                                |
| minor axis           | trục nhỏ (của quỹ đạo)        |                                                                                |
| minor planet         | hành tinh nhỏ                 |                                                                                |
| monochromatic        | đơn sắc                       |                                                                                |
| multiple star system | hệ sao chùm                   |                                                                                |

| Mục lục: | Đầu • 0–9 • A B C D E F G H I J K L M N O P Q R S T U V W X Y Z |

## N
| Tiếng Anh              | Tiếng Việt                          | Ngôn ngữ khác/ Ghi chú |
| ---------------------- | ----------------------------------- | --- |
| nadir                  | thiên để                            | ngược lại với thiên đỉnh |
| nautical mile          | hải lý                              | |
| nebula                 | tinh vân                            | |
| neutrino astronomy     | thiên văn neutrino                  | |
| neutron star           | sao neutron                         | |
| New General Catalogue  | Danh sánh NGC                       | Danh sách cơ bản về các thiên thể trên bầu trời, chữ viết tắt NGC được dùng rộng rãi trong thiên văn học để ký hiệu các thiên thể sâu trong vũ trụ |
| new moon               |                                     | một pha của Mặt Trăng |
| N-galaxy               | N-thiên hà                          | ký hiệu NG, loại thiên hà có nhân sáng giống sao, là nguồn radio đôi cường độ cao                                                                  |
| nova (số nhiều: novae) | tân tinh, sao mới                   | |
| node                   |                                     | |
| nuclearsynthesis       | tổng hợp hạt nhân                   | |
| N-body problem         | bài toán nhiều vật - bài toán n vật | ảnh hưởng trọng trường chung đến chuyển động n vật thể                                                                                             |

| Mục lục: | Đầu • 0–9 • A B C D E F G H I J K L M N O P Q R S T U V W X Y Z |

## O
| Tiếng Anh                  | Tiếng Việt                                            | Ngôn ngữ khác/ Ghi chú             |
| -------------------------- | ----------------------------------------------------- | ---------------------------------- |
| objective lens             | vật kính                                              |                                    |
| obliquity                  | độ nghiêng trục quay                                  |                                    |
| observational astrophysics | vật lý thiên văn quan sát, vật lý thiên văn thực hành |                                    |
| occultation                | che khuất (thiên văn học), thiên thực                 |                                    |
| optical astronomy          | thiên văn quang học                                   |                                    |
| open star cluster          | cụm sao mở                                            | quần sao mở, tổ sao mở, đám sao mở |
| opposition                 | xung đối                                              |                                    |
| orbit                      | quỹ đạo                                               |                                    |

| Mục lục: | Đầu • 0–9 • A B C D E F G H I J K L M N O P Q R S T U V W X Y Z |

## P
| Tiếng Anh           | Tiếng Việt         | Ngôn ngữ khác/ Ghi chú |
| ------------------- | ------------------ | --- |
| parallactic ellipse | elíp thị sai       | quỹ đạo chuyển động biểu kiến của sao gần, trên thiên cầu trong một năm |
| parallax            | thị sai            | |
| parsec              | parsec             | |
| partial eclipse     | nhật thực một phần | |
| peculiar galaxy     | thiên hà kỳ dị     | thuộc thiên hà |
| penumbra            |                    | |
| penumbral eclipse   |                    | |
| periastron          |                    | vị trí của hệ đôi mà thiên thể này nằm tại cận điểm của quỹ đạo quanh thiên thể kia (gần nhau nhất)                                                                                                 |
| perigee             |                    | |
| perihelion          | điểm cận nhật      | |
| period              | chu kỳ             | |
| periodic comet      | sao chổi có chu kỳ | sao chổi tuần hoàn |
| permafrost          |                    | vùng trên bề mặt hành tinh luôn ở nhiệt độ thấp hơn nhiệt độ đóng băng của nước (hay chất phổ biến trên hành tinh đó)                                                                               |
| photometry          | quang trắc         | |
| photosphere         | quang quyển        | vùng trên Mặt Trời hay sao mà photon có thể thoát ra ngoài |
| pixel               | điểm ảnh           | |
| planet              | hành tinh          | |
| planetary nebula    | tinh vân hành tinh | |
| planetisimal        |                    | các vật thể kích cỡ từ vài chục đến vài trăm kilômét trong thời kỳ hình thành một hệ hành tinh (như hệ Mặt Trời) bay quanh trung tâm, mà sau này trở thành các hành tinh hoặc các vật thể nhỏ khác. |
| plasma              | plasma             | |
| polar-ring galaxy   | thiên hà vòng      | thuộc thiên hà |
| population          |                    | Thường đi cùng với thuật ngữ khác. Các quần thể sao, các nhóm sao trong thiên hà hay Ngân Hà |
| precession          | tiến động, tuế sai | |
| prime meridian      | kinh tuyến gốc     | còn gọi là kinh tuyến số 0 |
| prims               | lăng kính          | |
| prolade spheroid    |                    | |
| proper motion       | chuyển động riêng  | |
| protogalaxy         | tiền thiên hà      | |
| protoplanet,        | tiền hành tinh,    | nguyên hành tinh |
| protostar,          | tiền sao           | |
| pulsar              | Sao xung           | một loại sao neutron quay rất nhanh và đều, được xem là thước đo thời gian chính xác nhất vũ trụ |

| Mục lục: | Đầu • 0–9 • A B C D E F G H I J K L M N O P Q R S T U V W X Y Z |

## Q
| Tiếng Anh     | Tiếng Việt | Ngôn ngữ khác/ Ghi chú                                 |
| ------------- | ---------- | ------------------------------------------------------ |
| quasar        | quasar     | còn gọi là chuẩn tinh                                  |
| quasag        | quasag     | một tên gọi của quasar, nói đến các thiên hà giống sao |
| quasiperiodic |            | trông như vẻ có chu kì                                 |

| Mục lục: | Đầu • 0–9 • A B C D E F G H I J K L M N O P Q R S T U V W X Y Z |

## R
| Tiếng Anh                      | Tiếng Việt              | Ngôn ngữ khác/ Ghi chú |
| ------------------------------ | ----------------------- | --- |
| radial velocity                | vận tốc xuyên tâm       | thành phần vận tốc theo phương quan sát                                                                                    |
| radio astronomy                | thiên văn vô tuyến      | |
| radio galaxy                   | thiên hà vô tuyến       | thuộc thiên hà |
| radio telescope                | kính thiên văn vô tuyến | |
| red dwarf                      | sao lùn đỏ              | |
| red giant                      | sao khổng lồ đỏ         | sao kềnh đỏ |
| redshift                       | dịch chuyển đỏ          | |
| reflection nebula              | tinh vân phản chiếu     | tinh vân đậm đặc phản xạ lại ánh sáng từ sao gần đó                                                                        |
| regolith                       |                         | lớp bụi đất bám trên bề mặt, có nguồn gốc là bắn ra từ va chạm thiên thạch với Mặt Trăng hay các thiên thể có ít khí quyển |
| resolution                     | độ phân giải            | |
| retrograde (rotation / motion) |                         | |
| ring galaxy                    | thiên hà hình vòng      | |
| phải ascension                 | xích kinh               | |

| Mục lục: | Đầu • 0–9 • A B C D E F G H I J K L M N O P Q R S T U V W X Y Z |

## S
| Tiếng Anh                                                          | Tiếng Việt                    | Ngôn ngữ khác/ Ghi chú |
| ------------------------------------------------------------------ | ----------------------------- | --- |
| satellite                                                          | vệ tinh                       | |
| secular                                                            |                               | không tuần hoàn |
| secular parallax                                                   |                               | |
| seeing                                                             |                               | nhiễu loạn khí quyển làm mờ ảnh chụp từ kính viễn vọng đặt trên mặt đất                                                                                                   |
| Seyfert galaxy                                                     | thiên hà Seyfert              | |
| semimajor axis                                                     | bán trục lớn                  | |
| sedereal day, sedereal month, sedereal year, sedereal period, time |                               | sidereal dùng để chỉ thời gian, vị trí... của một thiên thể khi được so sánh với các ngôi sao ở xa                                                                        |
| singularity                                                        | điểm kỳ dị                    | thuật ngữ đầy đủ gravitational singularity |
| solar antapex                                                      | điểm nghịch hướngcủa Mặt Trời | |
| solar apex                                                         | điểm hướng của Mặt Trời       | |
| solar parallax                                                     |                               | |
| solar system                                                       | hệ Mặt Trời                   | |
| solar time                                                         | thời gian Mặt Trời            | |
| solar wind                                                         | gió Mặt Trời                  | |
| solstice                                                           | điểm chí                      | |
| spacetime                                                          | không-thời gian               | |
| spectral classification                                            | Phân hạng phổ                 | Xem phân loại sao, nhiều phiên bản ngôn ngữ khác dùng tên Phân loại phổ thay vì Phân loại sao như en: và vi: vì bài này đề cập chính đến phân hạng quang phổ của các sao. |
| spectral type                                                      | loại phổ                      | Các hạng phổ dùng trong nhiều kiểu phân hạng phổ của sao, xem phân loại sao                                                                                               |
| spectroheligram                                                    |                               | |
| spectrometer                                                       | phổ kế                        | |
| spectrophotometry                                                  |                               | |
| spectroscopic binary star                                          | sao đôi quang phổ             | |
| spectroscopic parallax                                             |                               | |
| spectroscopy                                                       | phổ học, quang phổ học        | |
| spectrum (số nhiều: spectra)                                       | phổ, quang phổ                | |
| spherical astronomy                                                | thiên văn mặt cầu             | định vị thiên thể biểu kiến trên thiên cầu, phân nhóm của astrometry - thiên văn định vị                                                                                  |
| spicule                                                            |                               | |
| spiral galaxy                                                      | thiên hà xoắn ốc              | |
| sputtering                                                         |                               | |
| star                                                               | sao                           | |
| star cluster                                                       | quần tinh,                    | tổ sao, đám sao, cụm sao |
| statistical parallax                                               |                               | |
| stellar association                                                | tập sao, tập hợp sao          | các mảng sao lớn vô dạng trong Ngân Hà |
| stellar astronomy                                                  | thiên văn sao                 | |
| stellar atmosphere                                                 | khí quyển sao                 | |
| stellar black hole                                                 | lỗ đen sao                    | lỗ đen xuất hiện từ sụp đổ sao |
| stellar cartography                                                | ngành bản đồ sao              | |
| stellar classification                                             | phân loại sao                 | |
| stellar evolution                                                  | tiến hóa sao                  | |
| stellar magnitude                                                  | cấp sao                       | Xem thêm cấp sao biểu kiến (apparent magnitude) và cấp sao tuyệt đối (absolute magnitude)                                                                                 |
| stellar population                                                 | thế hệ (sao)                  | quần xã sao, có 5 quần thể trong Ngân Hà chia theo tuổi sao |
| stellar wind                                                       | gió sao                       | tiêu tốn khối lượng sao |
| stratosphere                                                       | tầng bình lưu                 | |
| subduction zone                                                    |                               | |
| summer solstice                                                    | hạ chí                        | |
| Sun                                                                | Mặt Trời                      | |
| sunspot                                                            | vết đen Mặt Trời              | |
| supergiant                                                         | sao siêu khổng lồ             | phân nhóm của sao |
| supernova                                                          | siêu tân tinh                 | sao siêu mới |
| superior conjunction                                               | ?                             | |
| synodic month, synodic period                                      |                               | synodic được dùng để chỉ thời gian, vị trí... của một thiên thể khi được quan sát từ Trái Đất                                                                             |
| synchrotron                                                        | tăng tốc điện tử              | xem thêm bức xạ tăng tốc điện tử |

| Mục lục: | Đầu • 0–9 • A B C D E F G H I J K L M N O P Q R S T U V W X Y Z |

## T
| Tiếng Anh                                                                              | Tiếng Việt                                                    | Ngôn ngữ khác/ Ghi chú                                                                     |
| -------------------------------------------------------------------------------------- | ------------------------------------------------------------- | ------------------------------------------------------------------------------------------ |
| tektile                                                                                |                                                               | các miếng thủy tinh nhỏ tròn trên bề mặt Trái Đất bắn ra từ các vụ va chạm với thiên thạch |
| telescope                                                                              | kính viễn vọng, kính thiên văn                                |                                                                                            |
| terrestrial planet                                                                     | hành tinh dạng Trái Đất                                       | hành tinh vòng trong = inferior planet                                                     |
| theory of relativity, theory thuộc general relativity, theory thuộc special relativity | thuyết tương đối, thuyết tương đối rộng, thuyết tương đối hẹp |                                                                                            |
| theoretical astrophysics                                                               | vật lý thiên văn lý thuyết                                    |                                                                                            |
| thermosphere                                                                           | nhiệt quyển, tầng nhiệt                                       |                                                                                            |
| tidal force                                                                            | lực thủy triều                                                |                                                                                            |
| tide                                                                                   | thủy triều                                                    |                                                                                            |
| total eclipse                                                                          | nhật thực toàn phần                                           |                                                                                            |
| tropical year                                                                          | năm hồi quy, năm phân chí, năm tropic                         |                                                                                            |
| troposphere                                                                            | tầng đối lưu                                                  | xem thêm khí quyển                                                                         |
| twilight                                                                               | chạng vạng                                                    | xem thêm quen sáng (thiên văn học)                                                         |

| Mục lục: | Đầu • 0–9 • A B C D E F G H I J K L M N O P Q R S T U V W X Y Z |

## U
| Tiếng Anh                     | Tiếng Việt                                     | Ngôn ngữ khác/ Ghi chú |
| ----------------------------- | ---------------------------------------------- | ---------------------- |
| ultraluminous infrared galaxy | thiên hà hồng ngoại cực sáng                   | thuộc thiên hà         |
| ultraviolet astronomy         | thiên văn học tử ngoại (thiên văn học cực tím) |                        |
| umbra                         |                                                |                        |
| unbarred lenticular galaxy    | thiên hà dạng thấu kính không có thanh ngang   | thuộc thiên hà         |
| universal time                | giờ vũ trụ                                     | thời gian vũ trụ,      |
| universe                      | vũ trụ                                         |                        |

| Mục lục: | Đầu • 0–9 • A B C D E F G H I J K L M N O P Q R S T U V W X Y Z |

## V
| Tiếng Anh                                | Tiếng Việt                                              | Ngôn ngữ khác/ Ghi chú |
| ---------------------------------------- | ------------------------------------------------------- | --- |
| variable star                            | sao biến quang                                          | biến tinh, sao biến đổi - sao có độ sáng thay đổi |
| vector                                   | véctơ                                                   | |
| velocity of escape                       | vận tốc vũ trụ,                                         | vận tốc, tốc độ thoát ly |
| vernal equinox                           | điểm xuân phân                                          | |
| Very Long Baseline Interferometry (VLBI) | giao thoa kế đáy lớn, giao thoa kế vô tuyến chân đế lớn | |
| virial theorem                           |                                                         | |
| visible spectrum                         | quang phổ nhìn thấy                                     | thuật ngữ tiếng Anh đồng nghĩa: optical spectrum, visible light vì thế có thuật ngữ tiếng Việt đồng nghĩa quang phổ quang học, ánh sáng nhìn thấy                                                                                     |
| visual binary star                       | sao đôi nhìn thấy                                       | sao đôi có thể phân biệt được bằng mắt thường hoặc qua kính thiên văn |
| void                                     | khoảng trống (thiên văn học)                            | các khoảng trống trong cấu trúc cỡ lớn của vũ trụ, không có hay có rất ít thiên hà, với đường kính hàng chục đến hàng trăm megaparsec. Biên giới của các khoảng trống (thiên văn học) này là các dây (thiên văn học), galaxy filament |

| Mục lục: | Đầu • 0–9 • A B C D E F G H I J K L M N O P Q R S T U V W X Y Z |

## W
| Tiếng Anh       | Tiếng Việt    | Ngôn ngữ khác/ Ghi chú |
| --------------- | ------------- | ---------------------- |
| wavelength      | bước sóng     |                        |
| white dwarf     | sao lùn trắng | phân nhóm sao          |
| winter solstice | điểm đông chí |                        |

| Mục lục: | Đầu • 0–9 • A B C D E F G H I J K L M N O P Q R S T U V W X Y Z |

## X
| Tiếng Anh         | Tiếng Việt               | Ngôn ngữ khác/ Ghi chú           |
| ----------------- | ------------------------ | -------------------------------- |
| X-ray astronomy   | thiên văn học tia X      |                                  |
| X-ray star        | sao X quang              |                                  |
| X-ray xenobiology | sinh học thiên văn tia X | từ đồng nghĩa X-ray astrobiology |

| Mục lục: | Đầu • 0–9 • A B C D E F G H I J K L M N O P Q R S T U V W X Y Z |

## Y
| Tiếng Anh    | Tiếng Việt   | Ngôn ngữ khác/ Ghi chú |
| ------------ | ------------ | ---------------------- |
| yellow dwarf | sao lùn vàng |                        |

| Mục lục: | Đầu • 0–9 • A B C D E F G H I J K L M N O P Q R S T U V W X Y Z |

## Z
| Tiếng Anh | Tiếng Việt | Ngôn ngữ khác/ Ghi chú                                       |
| --------- | ---------- | ------------------------------------------------------------ |
| zenith    | thiên đỉnh | một điểm trên bầu trời nằm ngay trên đỉnh đầu người quan sát |
| zodiac    | hoàng đạo  |                                                              |